# Theope
Genre
Theope est un genre d'insectes lépidoptères de la famille des Riodinidae.

## Systématique
Le nom Theope leur a été donné par Edward Doubleday en 1847.

## Précisions
Alors qu'en 1999 ce genre comptait 68 espèces il en compte 92 en 2011, car 24 nouvelles espèces ont été décrites, dont 16 en Guyane ce qui y porte leur nombre à 48.

## Liste des espèces
- Theope acosma Stichel, 1910 ; présent au Costa Rica et en Colombie.
- Theope amicitiae Hall, Gallard & Brévignon, 1998 ; présent en Guyane
- Theope antanitis (Hewitson, 1874) ; en Bolivie.
- Theope apheles Bates, 1868 ; au Brésil.
- Theope archimedes (Fabricius, 1793) ; présent en Guyane, en Guyana, au Surinam,  au Costa Rica, en  Équateur,en Colombie et au Brésil.
- Theope atima Bates, 1868 ; au Brésil.
- Theope aureonitens Bates, 1868 ; en Guyane, en  Équateur et au Brésil.
- Theope azurea Bates, 1868 ; présent au Brésil.
- Theope bacenis Schaus, 1890 ; au Panama et au Mexique
- Theope barea Godman & Salvin, 1878 ; présent en Guyane, au Costa Rica et en Colombie.
- Theope basilea Bates, 1866; présent au Nicaragua et en Colombie.
- Theope batesi Hall, 1998 ; en Guyane, en  Équateur et au Brésil.
- Theope brevignoni Gallard, 1996; présent en Guyane.
- Theope busbyi Hall, 1998 ; en  Équateur
- Theope caroli Brevignon, 2011 ; en Guyane.
- Theope christiani Hall & Willmott, 1999 ; présent en Guyana
- Theope christophi P. & J. Jauffret, 2009 ; en Guyane.
- Theope comosa Stichel, 1911 ; au Pérou.
- Theope cratylus Godman & Salvin, [1886] ; présent au Costa Rica et au Panama.
- Theope dabrerae Hall & Willmott, 1996 ; en  Équateur.
- Theope decorata Godman & Salvin, 1878 ; présent au Costa Rica, au Panama et au Nicaragua.
- Theope devriesi Hall & Willmott, 1996 ; présent au Costa Rica, au Panama, au Guatemala et en  Équateur.
- Theope discus Bates, 1868 ; en Guyane et au Brésil.
- Theope ebera Brevignon, 2011 ; en Guyane.
- Theope ernestinae Brevignon, 2011 ; en Guyane.
- Theope eudocia Westwood, 1851 ; en Guyane, en Colombie, au Nicaragua, au Brésil et au Pérou.
- Theope eupolis Schaus, 1890 ; présent au Costa Rica, au Panama et au Honduras.
- Theope eurygonina Bates, 1868 ; présent en Guyane, en Colombie et au Brésil.
- Theope euselasina Hall, 2008 ; en  Équateur
- Theope excelsa Bates, 1868 ; présent en Guyane, en Guyana, au Surinam,  au Venezuela, à Trinité-et-Tobago et au Pérou.
- Theope fayneli Gallard, 2002 ; présent en Guyane et en Bolivie
- Theope fernandezi Brevignon, 2011 ; en Guyane.
- Theope foliolum Brevignon, 2011 ; en Guyane.
- Theope foliorum Bates, 1868 ; présent  au Venezuela, à Trinité-et-Tobago, au Panama, en Guyane et au Brésil.
- Theope fracisi Brevignon, 2010 ; en Guyane.
- Theope galionicus Gallard & Brévignon, 1989 ; présent en Guyane, en Guyana, au Surinam et au Pérou.
- Theope guillaumei Gallard, 1996 ; présent en Guyane et au Costa Rica.
- Theope hypoleuca Bates, 1868 ; au Brésil.
- Theope iani Willmott & Hall, 1994 ; en  Équateur
- Theope janus Bates, 1867 ; en Guyane et au Brésil.
- Theope johannispetreus Brevignon, 2010 ; en Guyane.
- Theope kingi Hall & Willmott, 1996 ; présent au Panama.
- Theope lampropteryx Bates, 1868 ; en Guyane et au Brésil.
- Theope leucanthe Bates, 1868 ; au Panama et dans le bassin amazonien, dont en Guyane.
- Theope lichyi Brevignon, 2011 ; en Guyane.
- Theope lycaenina Bates, 1868 ; au Panama, au Costa Rica, en Guyane et au Brésil.
- Theope martinae Brevignon, 2011 ; en Guyane.
- Theope matuta Godman & Salvin, 1897 ; présent au Costa Rica, en Colombie et au Venezuela.
- Theope methemona Bates, 1868 ; au Brésil.
- Theope minialba Gallard, 2006 ; en Guyane.
- Theope mundula Stichel, 1926 ; au Pérou et en Guyane.
- Theope nobilis Bates, 1868 ; en Guyane et au Brésil.
- Theope nodosus Hall, 1999 ; en  Équateur
- Theope nycteis (Westwood, 1851) ; présent au Costa Rica, en Guyane et en Guyana.
- Theope orphana (Stichel, 1911) ; dans le bassin amazonien, dont en Guyane.
- Theope pakitza Hall & Harvey, 1998 ; au Pérou
- Theope pedias Herrich-Schäffer, [1853] ; présent au Mexique, au Guatemala, au Surinam, en Guyane et au Brésil.
- Theope palambala Gallard, 2009 ; en Guyane.
- Theope pepo Willmott & Hall, 1994 ; en  Équateur.
- Theope phaeo Prittwiz, 1865 ; présent au Panama, au Guatemala,au Nicaragua, en Colombie, en Guyane et au Brésil.
- Theope philotes (Westwood, 1851)) ; présent en Guyane, en Guyana et au Surinam.
- Theope pieridoides C. & R. Felder, 1865 ; en Guyane, à Trinité-et-Tobago et au Brésil.
- Theope pseudopedias Hall, 1999 ; présent au Guatemala.
- Theope publius C. & R. Felder, 1861 ; au Costa Rica, au Mexique, en Colombie et au Venezuela.
- Theope rochambellus Brevignon, 2010 ; présent en Guyane
- Theope sanjuani D'Abrera, 1994 ; en Colombie
- Theope saphir Brevignon, 2009 ; en Guyane.
- Theope sericea Bates, 1868 ; présent en Guyane, en Guyana, au Surinam et dans le bassin amazonien.
- Theope simplicia Bates, 1868 ; au Brésil.
- Theope sisemina Seitz, 1920 ; en  Équateur, Colombie et au Pérou.
- Theope sobrina Bates, 1868 ; en Guyane et au Brésil.
- Theope speciosa Godman & Salvin, 1897 ; présent au Costa Rica et en Colombie.
- Theope sticheli Hall, 1998 ; en Guyane et au Brésil.
- Theope syngenes Bates, 1868 ; en Guyane, au Brésil et  à Trinité-et-Tobago.
- Theope terambus (Godart, [1824]) ; en Guyane et au Brésil.
- Theope tetrastigma Bates, 1868 ; au Brésil.
- Theope tetrastigmoides Hall, 2008 ; en Guyane.
- Theope thestias Hewitson, 1860 ; en Bolivie et au Nicaragua
- Theope theritas Hewitson, 1860 ; en Amazonie.
- Theope thootes Hewitson, 1860 ; en Amérique Centrale et Amazonie y compris en Guyane.
- Theope turneri Hall & Austin, 1997 ; au Brésil.
- Theope villai Beutelspacher, 1981 ; au Mexique.
- Theope virgilius (Fabricius, 1793) ; en Guyane au Panama et en Colombie
- Theope wallacei Hall, 1998 ;  présent au Panama, en Équateur et au Pérou, sa présence en Guyane reste à confirmer.
- Theope zafaran Brevignon, 2011 ; en Guyane.
- Theope zostera Bates, 1868 ; au Brésil.